# Élections en République centrafricaine
Les élections en République centrafricaine ont notamment pour objet d’élire l’Assemblée Nationale et le Président de la République. Le recours au référendum constitutionnel est intervenu à cinq reprises depuis 1958. Les élections municipales n’ont pas été organisées depuis 1988.
L’article 19 de la Constitution dispose que le principe de la République est Le gouvernement du peuple par le peuple et pour le peuple. La souveraineté nationale appartient au peuple qui l'exerce par voie de référendum ou par ses représentants. Tous les Centrafricains des deux sexes, âgés de dix-huit ans accomplis, jouissant de leurs droits civils et politiques, sont électeurs dans les conditions déterminées par la loi. Tout citoyen a le devoir de voter. Le suffrage peut être direct ou indirect dans les conditions prévues par la Constitution. Il est toujours universel, égal et secret.

## Liste des élections depuis 1958

### VI République (2016-présent)
- 2020-2021 : Élection présidentielle
- 2020-2021 : Élections législatives

### Transition (2013-2016)
- 2015-2016 : Élections législatives et présidentielle
- 2015 : Référendum constitutionnel

### VeRépublique (2005-2013)
- 2011 : Élections législatives et présidentielle (5e législature)
- 2005 : Élections législatives et présidentielle (4e législature)

### Transition (2003-2005)
- 2004 : Référendum constitutionnel

### IVeRépublique (1994-2003)
- 1999 : Élection présidentielle
- 1998 : Élections à l’Assemblée Nationale (3e législature)
- 1994 : Référendum constitutionnel

### IIIeRépublique (1986-1993)
- 1993 : Élections présidentielles et législatives (2e législature)
- 1992 : Élections présidentielles et législatives (annulées)
- 1988 : Élections municipales
- 1987 : Élections à l’Assemblée Nationale (1re législature)

### IIeRépublique (1979-1986)
- 1986 : Référendum constitutionnel et plébiscite présidentiel
- 1981 : Élection présidentielle
- 1981 : Référendum constitutionnel
- 1979 : Élections municipales (8 centres)

### IreRépublique (1960-1976)
- 1964 : Élections à l’Assemblée Nationale de la République centrafricaine
- 1964 : Élections présidentielles

### République centrafricaine (1958-1960)
- 1960 : Élections législatives partielles (3 sièges à pourvoir)
- 1959 : Élections à l’Assemblée Législative de la République centrafricaine (Bangui)

## Élections avant 1958
- 1958 : Référendum constitutionnel (La Communauté)
- 1957 : Élections à l’Assemblée Territoriale de l’Oubangui-Chari (Bangui)
- 1956 : Élections municipales (à Bangui)
- 1956 : Élections à l’Assemblée Nationale (Paris)
- 1952 : Élections à l’Assemblée Territoriale de l’Oubangui-Chari (Bangui)
- 1951 : Élections à l’Assemblée Nationale (Paris)
- 1946 : Élections au Conseil Représentatif de l’Oubangui-Chari (Bangui)
- 1946 : Élections à l’Assemblée Nationale (Paris)
- 1946 : Élections à la 2e Assemblée Constituante (Paris)
- 1945 : Élections à la 1re Assemblée Constituante (Paris)
- 1939 : Élections au Conseil d’administration de l’AEF (Brazzaville)
- 1938 : Élections au Conseil d’administration de l’AEF (Brazzaville)
- 1937 : Élections au Conseil d’administration de l’AEF (Brazzaville)